# Лигумай (местечко)
Лигумай (лит. Lygumai) — местечко в северной части Литвы. Административный центр Лигумайского староства Пакруойского района. По данным переписи Литвы 2011 года, население Лигумая составлял 601 человек.

## География
Местечко расположено в западной части района, на берегу реки Круоя. Находится в 15 километрах к западу от районного центра, города Пакруойис.

## История
В 15 веке впервые упоминается усадьба Лигумай великого князя литовского. В начале 16 века она принадлежала Векавичюсу, после смерти М. Векавичюса его жена вышла замуж за Йонаса Сицинскиса, ему и стали принадлежать имения Лигумай, Пакруойис и Упите, оставленные ей первым мужем.
В 1523 году в Лигумае была построена первая деревянная церковь.
С 1805 года в местечке действовала приходская школа.
В 1997 год у Лигумая появился герб.

## Население
| 1841                                                                                                  | 1867* | 1897 | 1902 | 1923                             | 1959 | 1970 |
| --- | ----- | ---- | ---- | -------------------------------- | ---- | ---- |
| 331                                                                                                   | 210   | 801  | 1214 | 877 753 (miestelyje) 124 (dvare) | 830  | 535  |
| 1979                                                                                                  | 1980  | 1986 | 1989 | 2001                             | 2011 | -    |
| 550                                                                                                   | 550   | 557  | 713  | 664                              | 601  | -    |
| - * pagal enciklopedijos išleidimo metus. Metai, kurių duomenys pateikti enciklopedijoje, nenurodyti. |       |      |      |                                  |      |      |
| Гистограмма динамики населения                                                                        |       |      |      |                                  |      |      |

## Известные уроженцы
- Витаутас Аугустайтис[лит.] (1904—1958) — советский спортивный деятель, педагог.

## Достопримечательности
- В местечке находится католический Троицкий храм[лит.] (каменный, 1914 года постройки, по проекту Николая Андреева), памятник Витаутасу Великому (1930) и монумент партизанам Великой Отечественной войны (1989)[3].

## Инфраструктура
В местечке действует основная школа, библиотека (с 1939 года), почта и поликлиника.

## Галерея

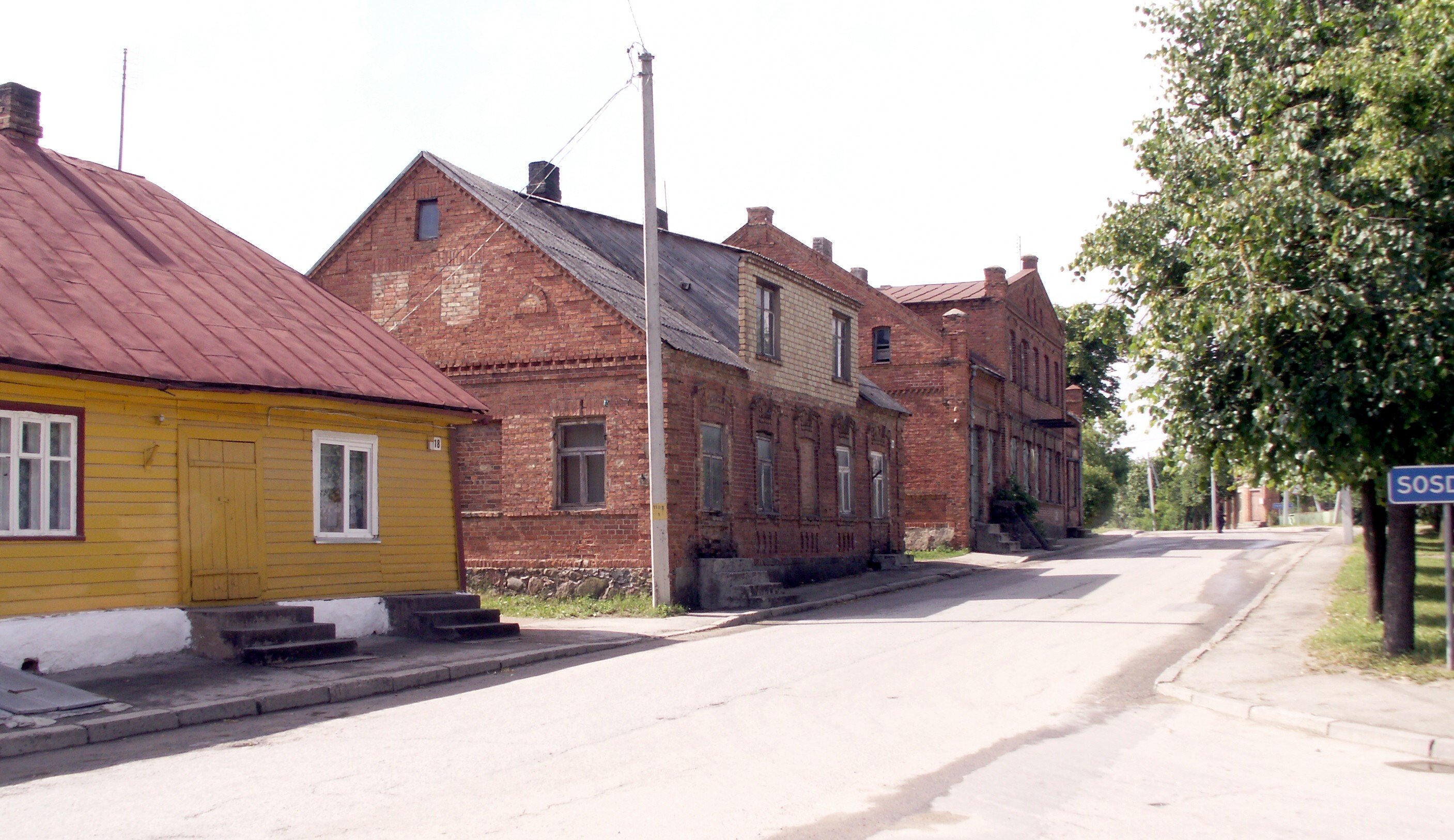
Центральная площадь Лигумая
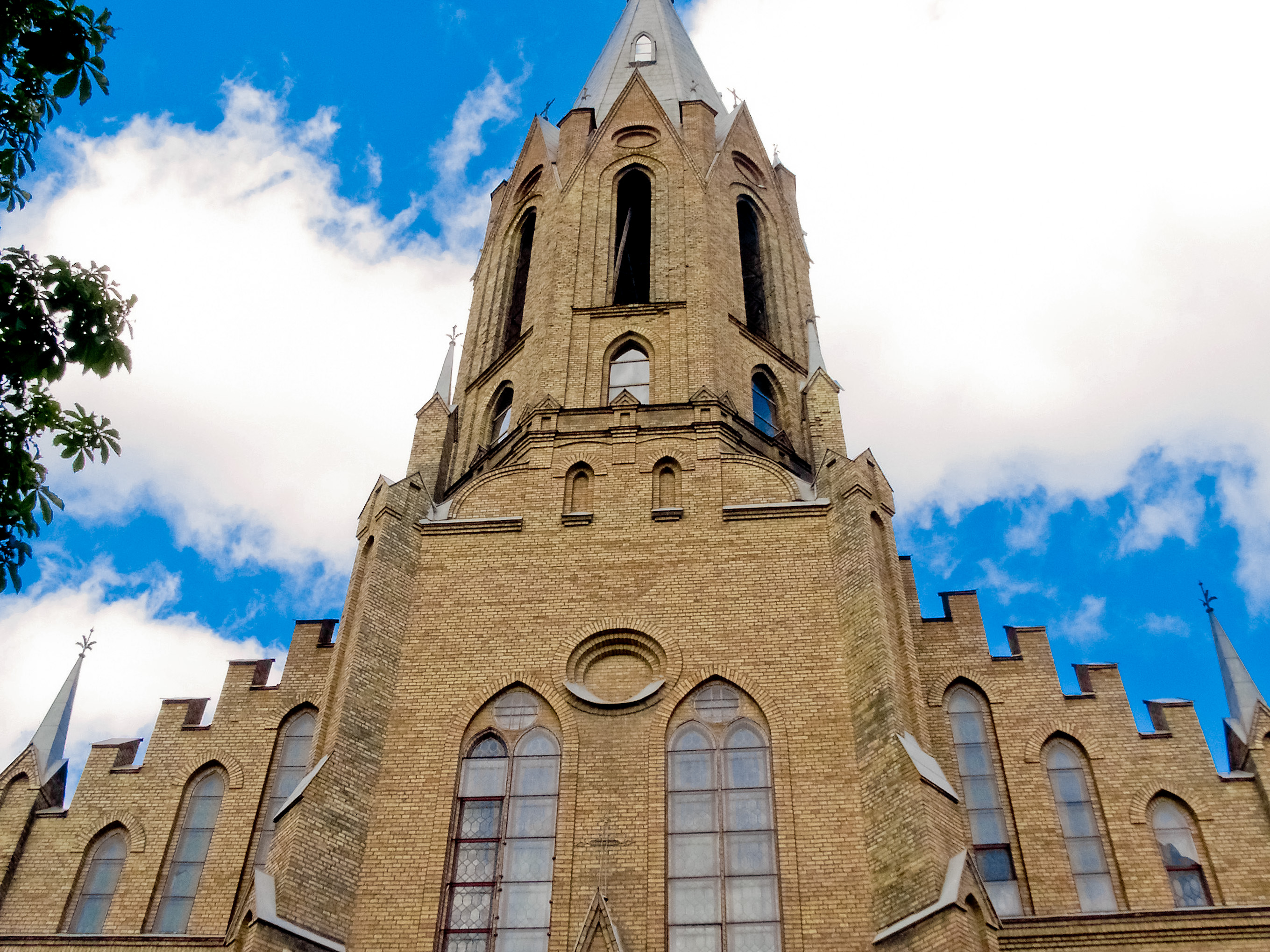
Католический Троицкий храм
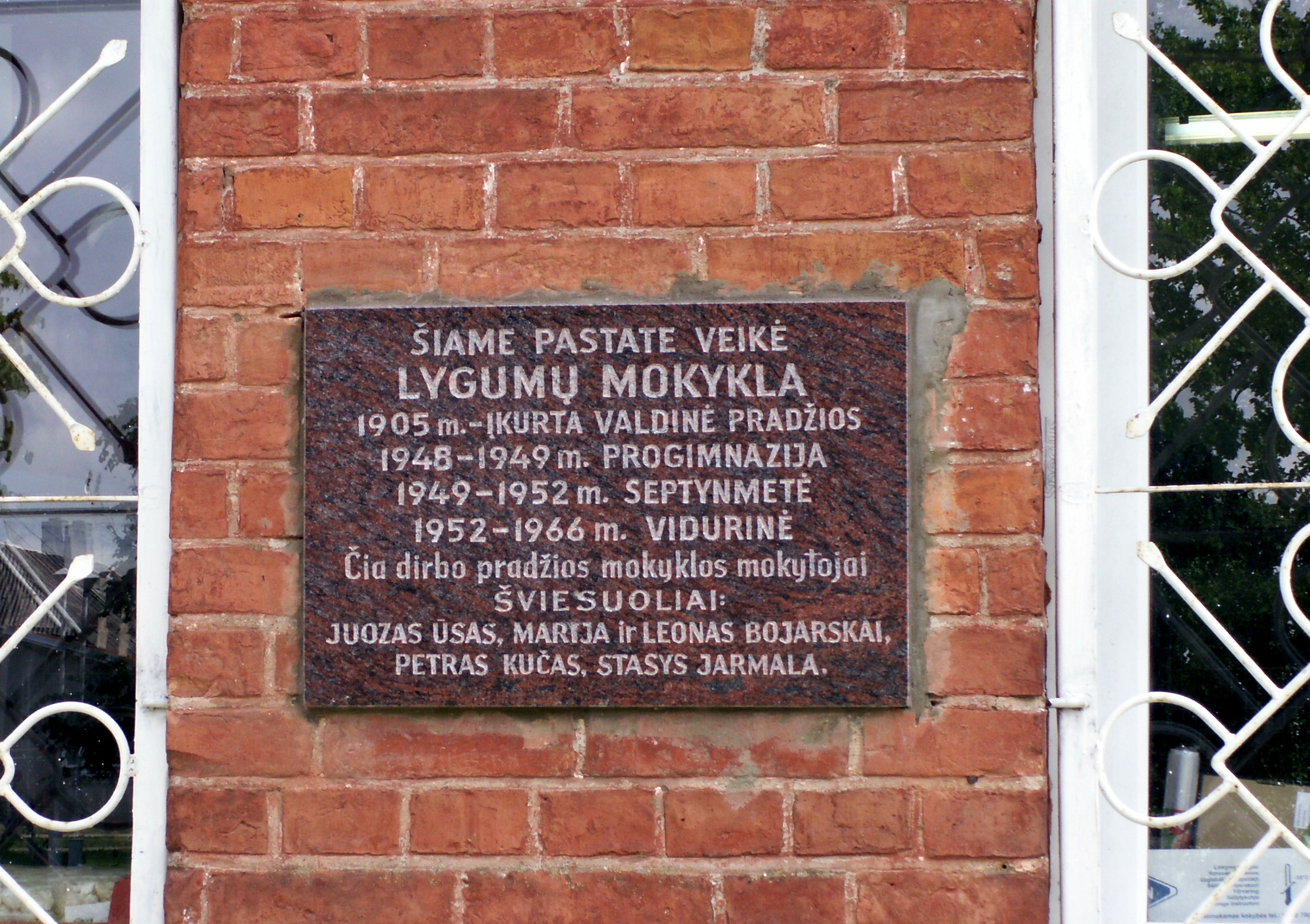
Мемориальная доска в школе
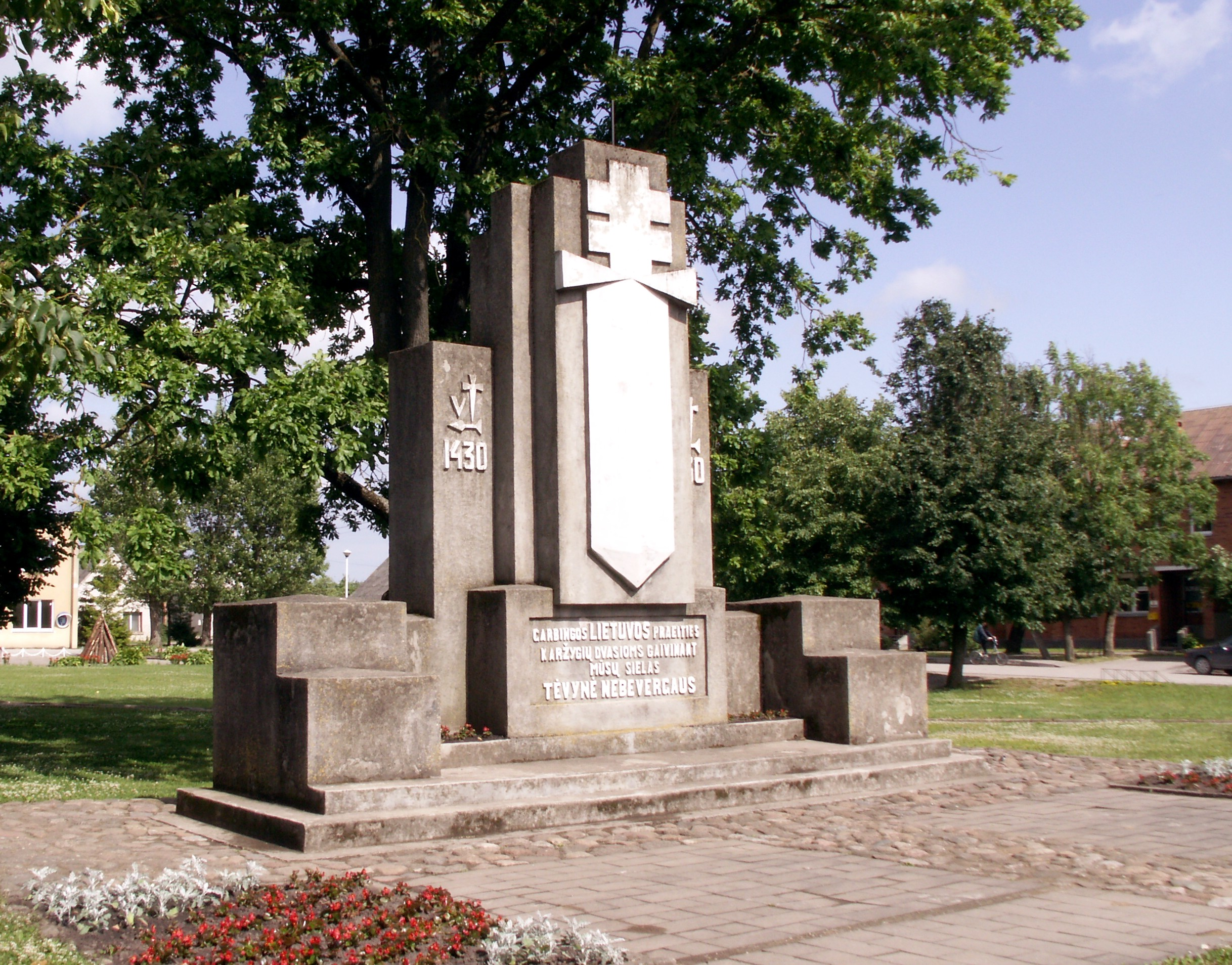
Памятник Витовту Великому
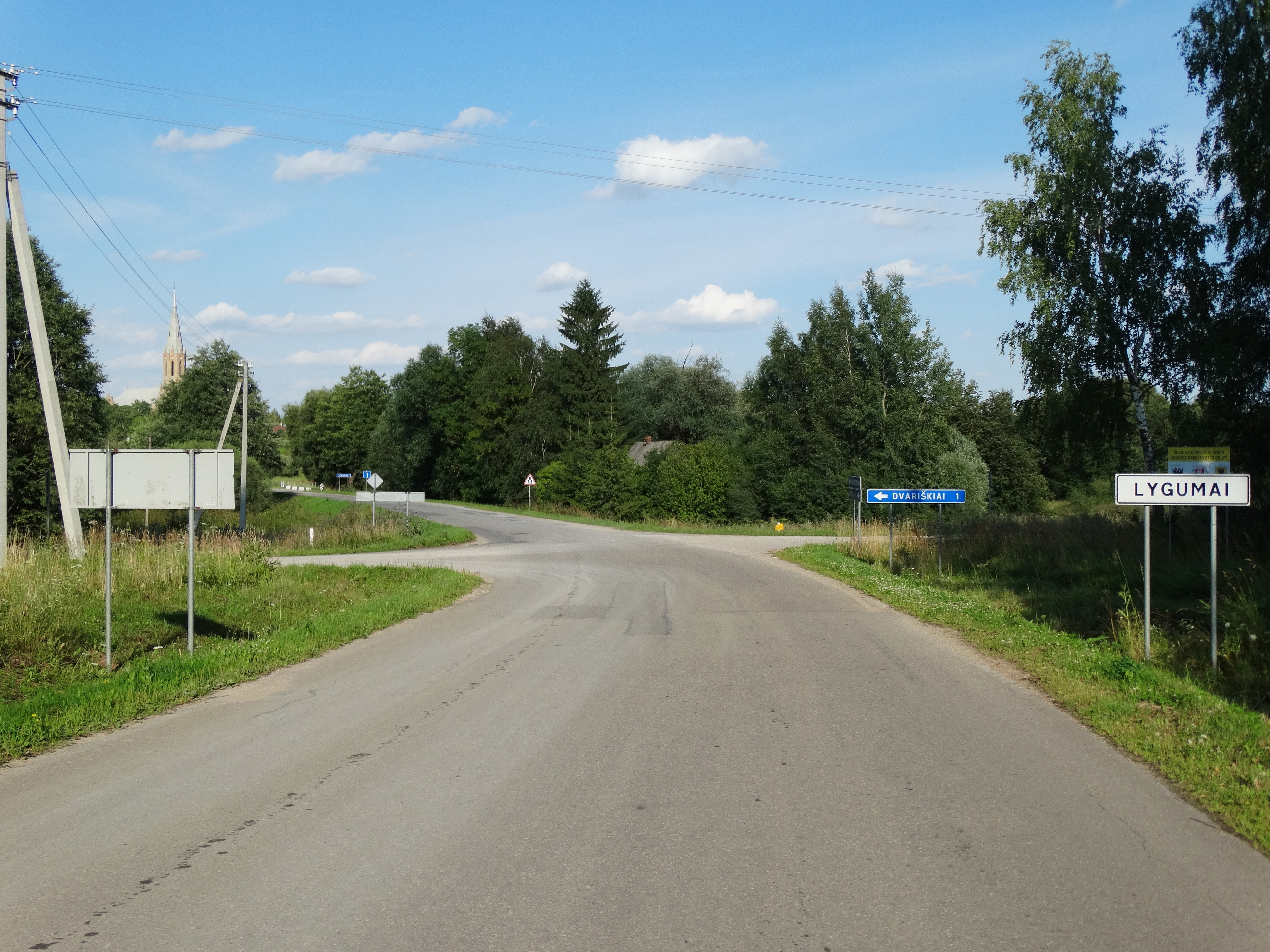
Табличка при въезде в Лигумай
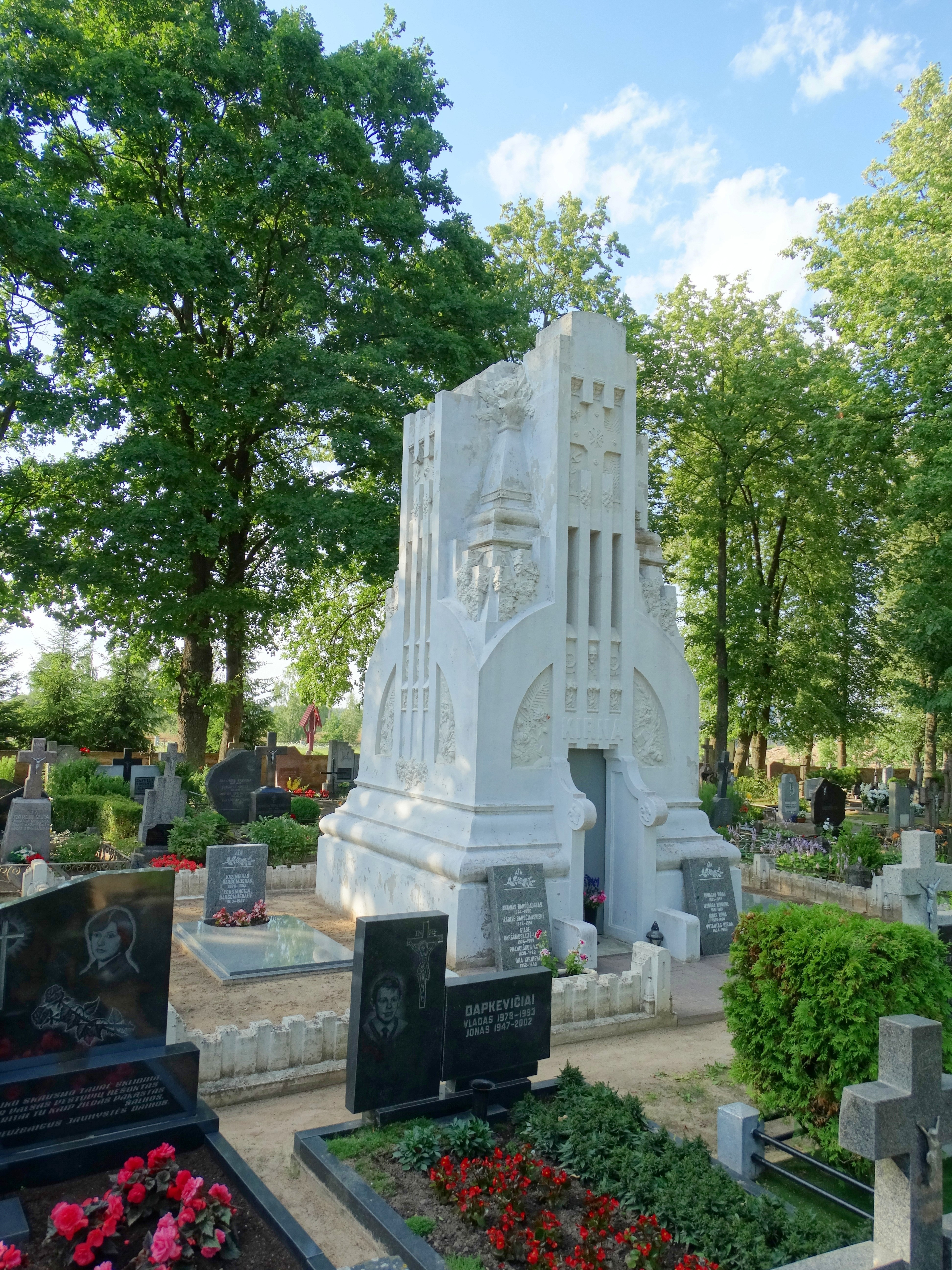
Склеп на кладбище